# هان فينغ
هان فينغ (بالصينية: 韩锋) (5 ديسمبر 1983 بشيجياتشوانغ في الصين - ) هو لاعب كرة قدم صيني في مركز حراسة المرمى. شارك مع منتخب الصين تحت 17 سنة لكرة القدم ومنتخب الصين تحت 20 سنة لكرة القدم. أما مع النوادي، فقد لعب مع جيجيانغ غرينتاون وغوانغجو إفرغراند تاوباو ونادي هينان جيانيي وشيامن بلو ليونز ونادي شنجن.